# José Luis Pérez-Payá
José Luis Pérez-Payá (2. března 1928 Alcoy – 12. srpna 2022, Madrid), byl španělský fotbalista, útočník. V letech 1970-1975 byl prezidentem španělské fotbalové federace.

## Fotbalová kariéra
Hrál ve Španělsku za SD Deusto, Barakaldo CF, CD Alcoyano, Real Sociedad San Sebastian, Atlético Madrid a Real Madrid. S Realem Madrid získal 2 mistrovské tituly a s Atléticem jeden mistrovský titul. V Poháru mistrů evropských zemí nastoupil v 1 utkání, v roce 1956 pohár s Realem vyhrál. Za reprezentaci Španělska nastoupil v roce 1955 ve 2 utkáních.

## Ligová bilance
| Ročník                   | Zápasy | Góly | Klub                        |
| ------------------------ | ------ | ---- | --------------------------- |
| Segunda División 1948/49 | 11     | 6    | Barakaldo CF                |
| Segunda División 1949/50 | 17     | 12   | CD Alcoyano                 |
| Segunda División 1949/50 | 7      | 5    | Real Sociedad San Sebastian |
| Primera División 1950/51 | 26     | 14   | Atlético Madrid             |
| Primera División 1951/52 | 28     | 14   | Atlético Madrid             |
| Primera División 1952/53 | 11     | 2    | Atlético Madrid             |
| Primera División 1953/54 | 10     | 2    | Real Madrid                 |
| Primera División 1954/55 | 16     | 6    | Real Madrid                 |
| Primera División 1955/56 | 10     | 5    | Real Madrid                 |
| CELKEM Primera División  | 108    | 47   |                             |